# João Augusto de Fontes Pereira de Melo
João Augusto de Fontes Pereira de Melo (Santiago, Cabo Verde, 30 de dezembro de 1854 — 7 de março de 1932) foi um oficial da marinha, Capitão de Mar e Guerra. Idealizou e projetou o primeiro projeto de submarino em Portugal de nome Fontes. 

## Casamento e descendentes
| Nome | Nascimento            | Morte | Notas |
| --- | --------------------- | ----- | ----- |
| Com Maria Carolina da Silva de Francês Pereira de Melo (c. ???–1916; casado em Mártires, Lisboa a 6 de novembro de 1880) |                       |       |       |
| João Augusto de Fontes Pereira de Melo                                                                                   | 4 de outubro de 1881  | ????  | ;     |
| Maria Carolina | 14 de outubro de 1882 | ????  | ;     |
| Emília | 24 de maio de 1884    | ????  | ;     |
| Fernanda Maria | 31 de maio de 1886    | ????  | ;     |
| Júlia Maria | 18 de maio de 1892    | ????  | ;     |
| Maria Adelaide | 25 de outubro de 1897 | ????  | ;     |

## Ligações externa
- (PDF) https://comum.rcaap.pt/bitstream/10400.26/17355/1/ASPOF%20Maio%20Neves%202014.pdf Em falta ou vazio |título= (ajuda)